# Przystanek autobusowy

Znak informacyjny polski przystanek autobusowy (D15)

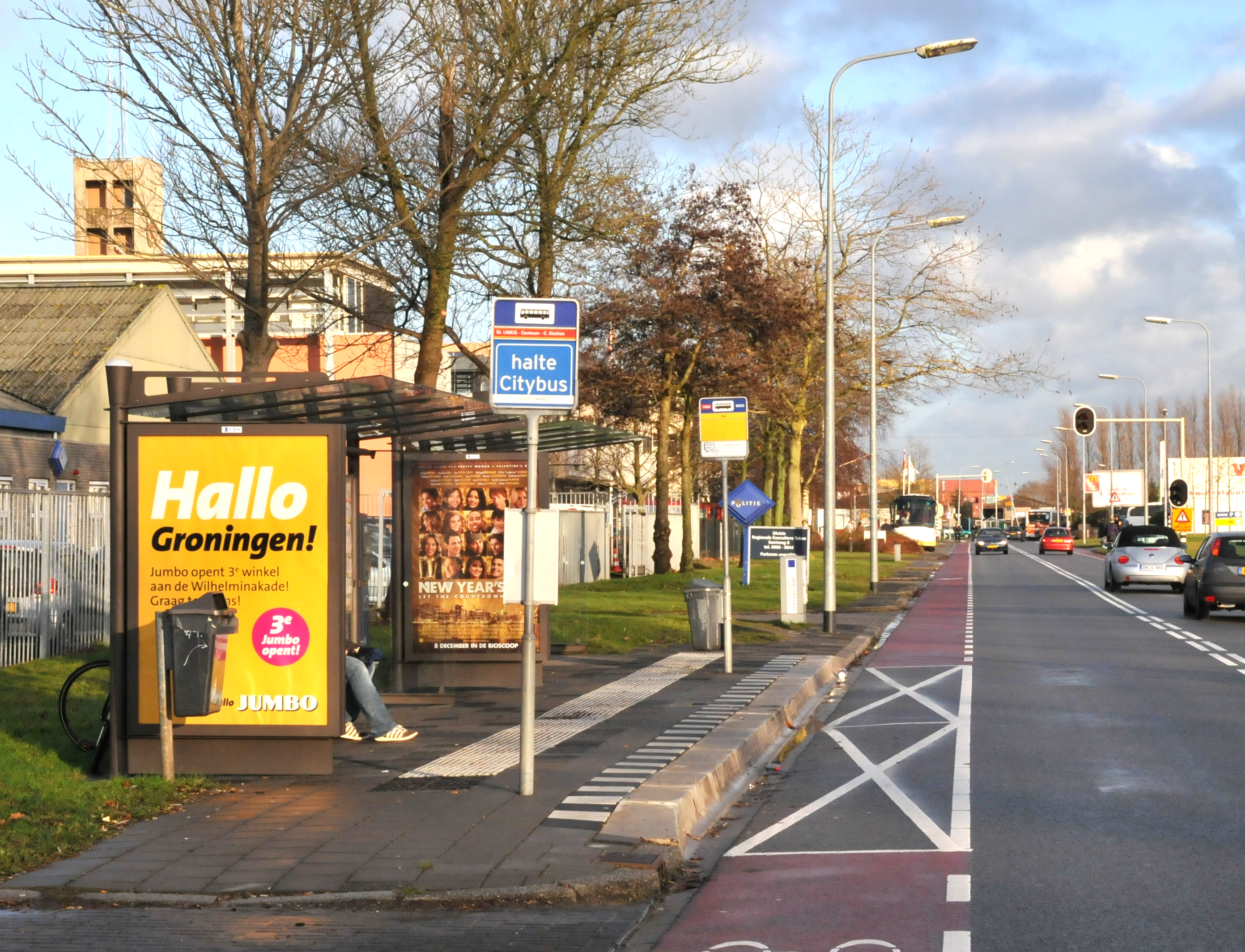
Przystanek autobusowy w Holandii, widoczny wydzielony pas rowerowy

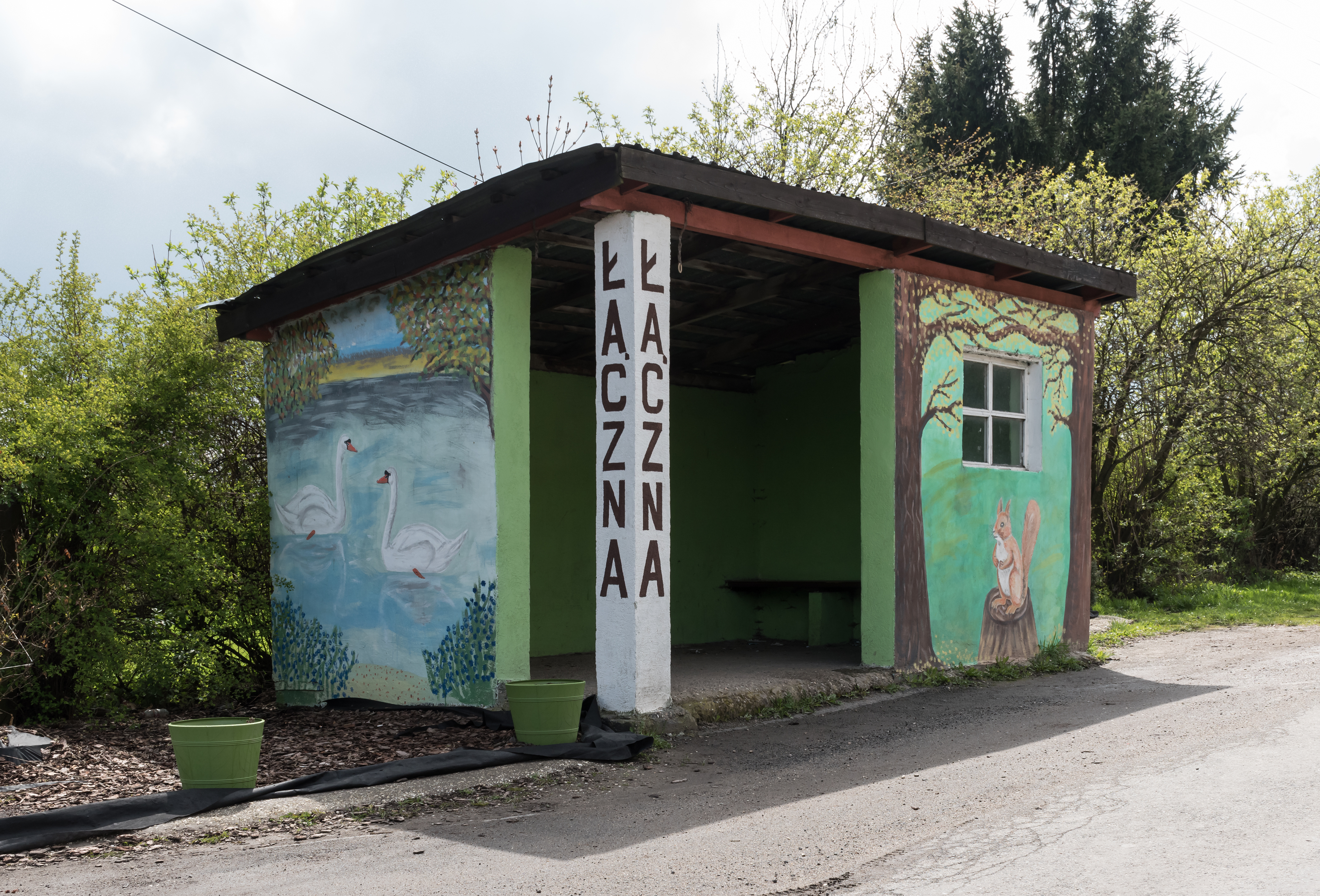
Przystanek autobusowy w Łącznej

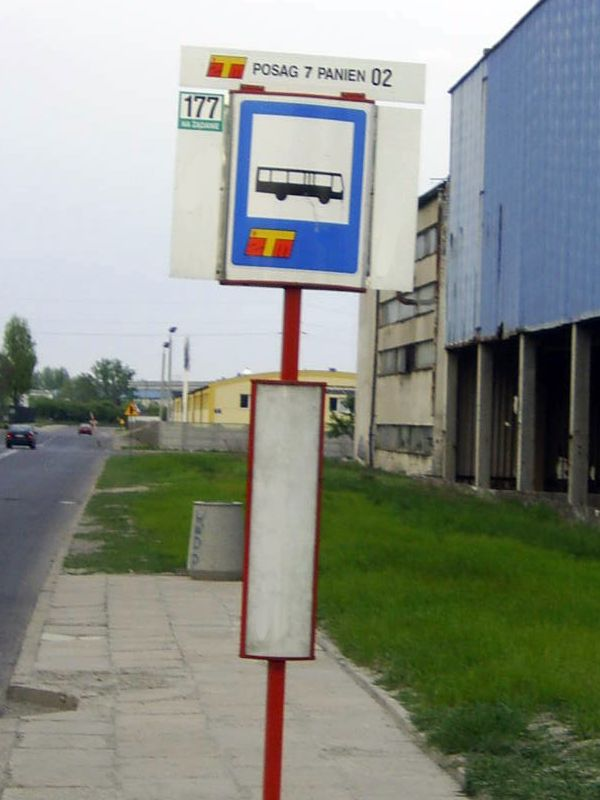
Słupek warszawskiego przystanku autobusowego w Ursusie

Przystanek autobusowy – miejsce, w którym zgodnie z określoną trasą usługi regularnej planowany jest przystanek służący wejściu na pokład autobusu lub jego opuszczeniu przez pasażerów.
Przystanki autobusowe mogą posiadać wiaty chroniące oczekujących pasażerów przed warunkami atmosferycznymi oraz barierki zabezpieczające przed wejściem na jezdnię. Mogą posiadać również elementy ułatwiające dostęp osobom niepełnosprawnym. Przystanki autobusowe zazwyczaj są również odpowiednio oznakowane i posiadają informacje o rozkładzie jazdy linii, których autobusy zatrzymują się na danym przystanku.
W miastach, przystanek ten może pełnić również funkcję przystanku trolejbusowego albo, w przypadku, gdy jezdnia drogowa jest wspólna z jezdnią tramwajową przystanki te mogą pełnić też funkcję przystanków tramwajowych.
Przystanki, na których jest możliwość przesiadki do autobusów innych relacji, nazywane są przystankami węzłowymi lub przesiadkowymi.

## Wiaty przystankowe
Zadaniem wiat przystankowych jest osłanianie podróżnych oczekujących na środek lokomocji przed warunkami atmosferycznymi. Zwykle są to konstrukcje stalowo-szklane, jednakże niektórzy najwięksi producenci posiadają w swoich ofertach również wersje bardziej ekskluzywne wykonane z aluminium. Dawniej wiaty wykonywano również w całości z betonu, tworzywa sztucznego lub blachy.

## Pętle autobusowe
Na końcowych przystankach linii autobusowych (głównie komunikacji miejskiej) buduje się często pętle autobusowe w postaci placów lub zawracającej jezdni. Przy pętlach tym mogą znajdować się obiekty służące celom eksploatacyjnym, takie jak zabudowania socjalne dla kierowców lub dyspozytornie.

## Dworce autobusowe

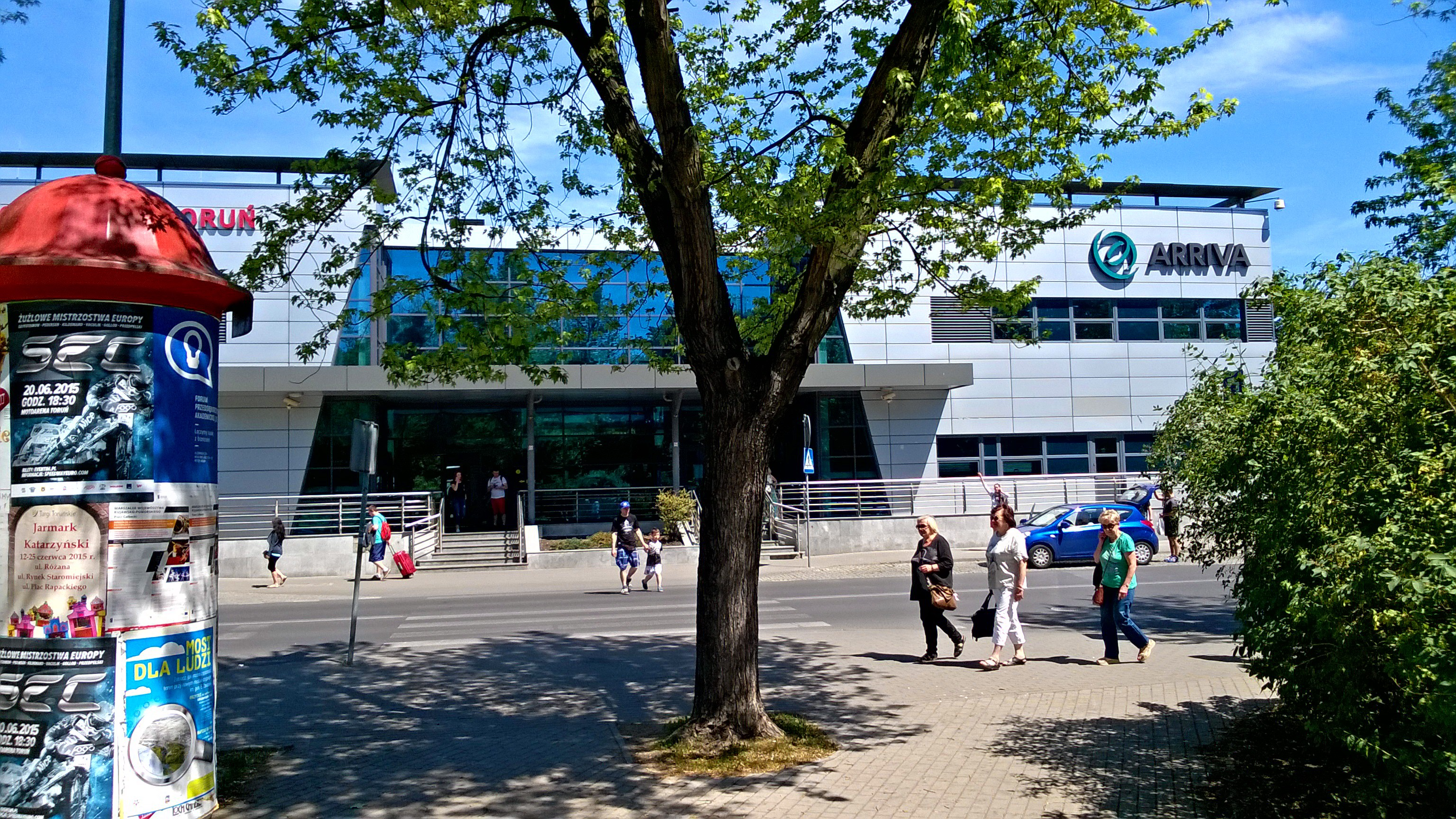
Dworzec autobusowy w Toruniu obsługujący ruch międzymiastowy i międzynarodowy

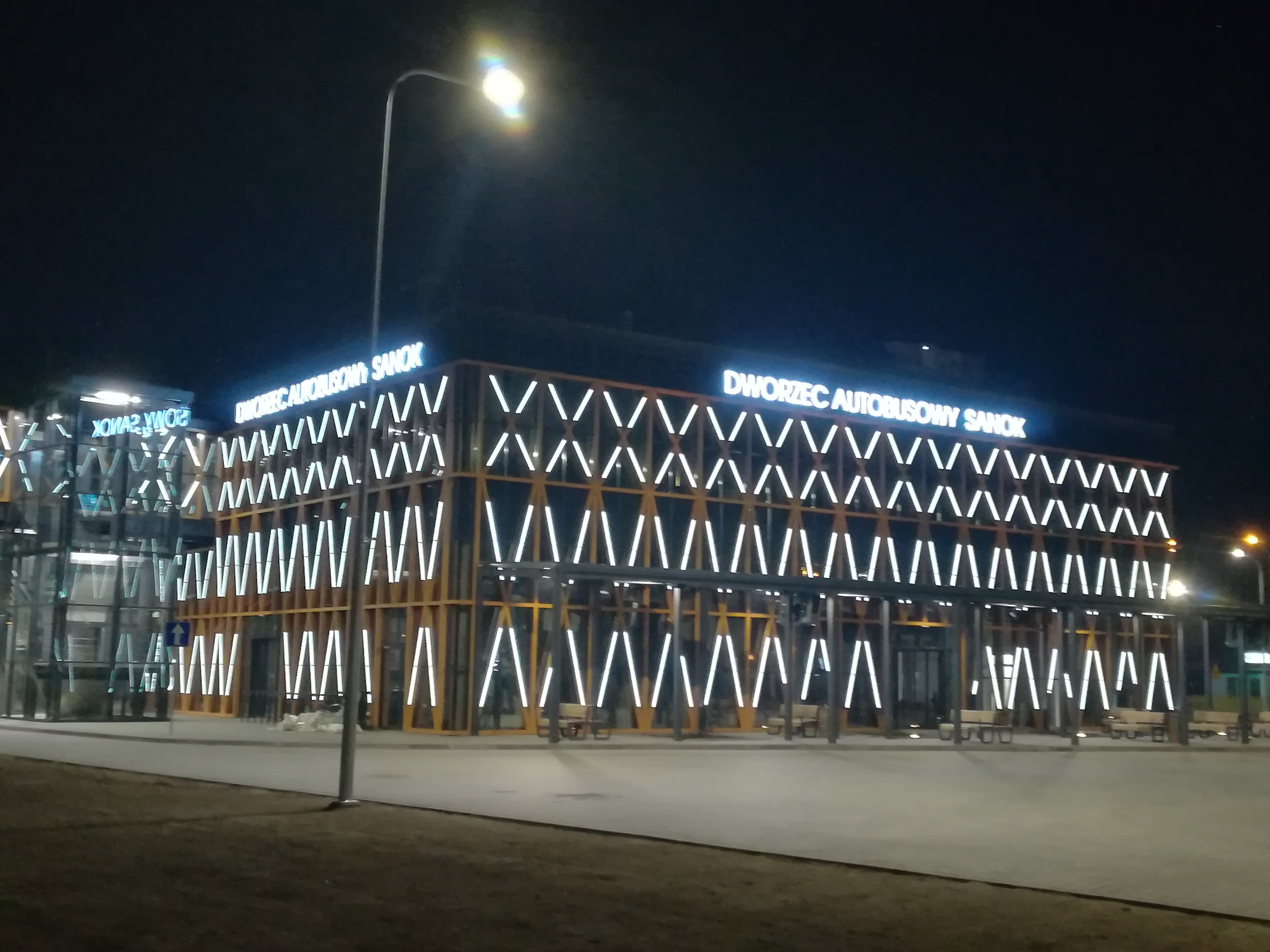
Dworzec autobusowy w Sanoku nocą

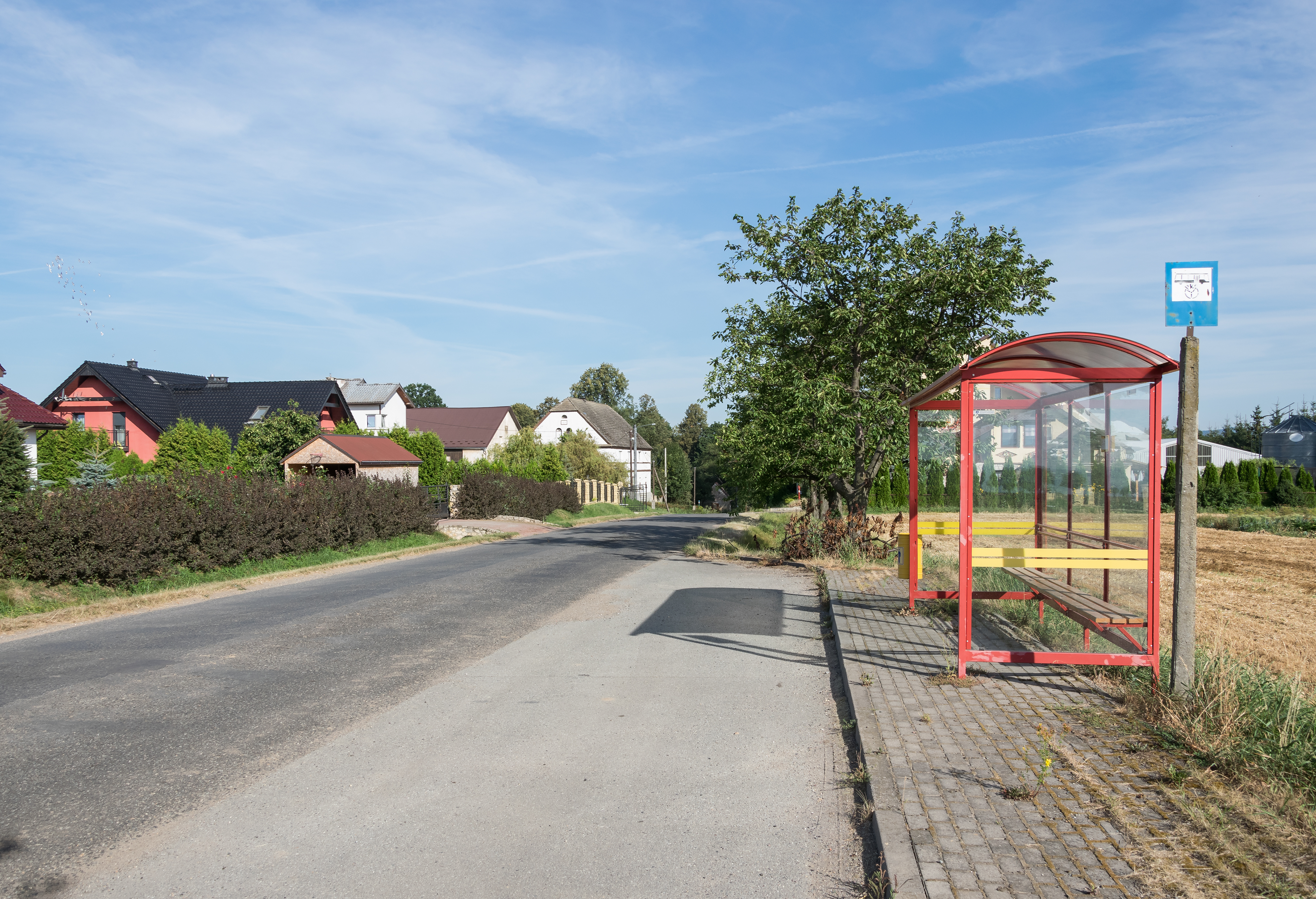
Przystanek autobusowy w Roszycach

Obszary zgrupowania większej ilości przystanków nazywane są dworcami autobusowymi. Znajduje się przy nich budynek zawierający infrastrukturę służącą podróżnym i pracownikom firmy transportowej, np. poczekalnię, punkt sprzedaży biletów, czy też punkt handlowy.
Dworce autobusowe występujące w komunikacji podmiejskiej i dalekobieżnej można podzielić na:
- czołowe – będące punktami początkowymi lub końcowymi dla danych tras autobusowych
- tranzytowe – autobusy zatrzymują się na nich przejazdem

## Badania naukowe
Przystanki są przedmiotem badań naukowych. Badania te prowadzone są w dwóch aspektach:
- projektowania i wymiarowania przystanków – geometrii i przepustowości,
- lokalizacji przystanków – optymalizacja odległości międzyprzystankowych i zapewnienie bezpieczeństwa ruchu.